# 1人前食堂
1人前食堂は日本の女性YouTuberのMai（まい）が、2019年6月にYouTubeに開設したチャンネルである。

## 経緯
高校生の頃にMaiがカナダに約1年間留学した経験から、カナダの食文化にも影響を受けている。元々は食べると消えてしまうご飯を記憶に残すために写真や映像に収めるために、Instagramでの活動をしていた。
2019年6月から「1人前食堂」と名づけた YouTubeチャンネルを開始。
自分のためにつくった料理を美味しそうに食べる動画が注目を集める。料理工程 が丁寧でわかりやすく、独特の映像のセンスや、思わず聞き入ってしまうナレーション が定評。 一人で撮影から編集までを行い、現在80万人超の登録者数を集める。

## 開設者
YouTuberのMai（1995年〈平成7年〉10月12日 - ）は、子どもの頃から大の料理好き。2019年6月から「1人前食堂」と名づけたYouTubeチャンネルを開始。自分のためにつくった料理を美味しそうに食べる動画が注目を集める。料理工程が丁寧でわかりやすく、独特の映像のセンスや、思わず聞き入ってしまうナレーションが定評。一人で撮影から編集までを行い、約1年で30万人超の登録者数を集める。スパイスやハーブ、発酵食品など、食材や調味料に詳しく、さまざまなレシピの提案を行っている。また1人前食堂subchannelではおひとりさん歩、ゆるらじ、愛犬ブギーと戯れる動画を投稿している。
YouTubeチャンネル「SUSURU TV.」に参加し、YouTuberグループ「おませちゃんブラザーズ」のメンバーとしても活動するチャル蔵と、4年間の交際を経て、2024年春に結婚。同年末に第1子が誕生している。

### 著書
- 「私の心と体が喜ぶ 甘やかしごはん」(KADOKAWA、2020年11月11日発売)
- 「心も体もすっきり整う! 1人前食堂のからだリセットごはん」(マガジンハウス、2021年3月25日発売)

### 出演

#### テレビ
- ニュースシブ5時（2020年8月4日、NHK総合テレビジョン）[5]
- まるっと!サタデー（2021年4月3日、TBSテレビ）[6]
- KinKi Kidsのブンブブーン（2021年7月3日、フジテレビ系列）[7]

#### 雑誌
- &Premium 5月号[いつ?]（マガジンハウス）
- 日経ウーマン 7月号[いつ?]（日経BP社）
- with 8月号[いつ?]（講談社）
- 美的 9月号[いつ?]（小学館）
- ViVi 9月号[いつ?]（講談社）

#### ラジオ
- GOLD RUSH (J-WAVEのラジオ番組) 【GIRL‘S INFO COUNTER】ゲスト出演（2020年4月17日、J-WAVE）
- ONE MORNING 【Fly To The Next】ゲスト出演（2020年8月5日、TOKYO FM）
- STEP ONE ゲスト出演（2021年3月31日、J-WAVE）